# 上田市立西内小学校
上田市立西内小学校（うえだしりつ にしうちしょうがっこう）は、長野県上田市にあった公立小学校。旧・小県郡丸子町地区で同町の最初の編入合併相手小県郡東内村・西内村のうち西内村を学区としていた。

## 概要・歴史
西内小学校は、1886年の小学校令発布により当時の小県郡内村郷3村（東内・西内・平井村）の5小学校が統合して発足した「内村学校」がルーツであるが、当校に絞ると1873年、学制頒布の翌年に高梨・平井・荻窪の3村を学区とする「彝倫学校」として開校したのがルーツである。同校は1875年高梨村が独立し「研性学校」を開校させ、1877年には小県郡東内村となった荻窪村が独立して「荻窪学校」を開校させた。1876年に高梨村と合併して西内村平井区となった3年後「（初代）内村学校」と改称するが翌年旧に服し1882年に独立して平井村となると「平井学校」と改称している。そして「研性学校」・「平井学校」は現在の上田市立丸子中央小学校の前身である「荻窪学校」・「和子学校」・「龍口学校」と合併し「（2代）内村学校」が発足するが1889年に小県郡西内村が平井村を編入発足すると解体。西内村分は村立西内尋常小学校として発足した。
1895年に高等科分値により村立西内尋常高等小学校と改称。1941年に国民学校令により村立西内国民学校と改称。1947年に学制改革により村立西内小学校と改称し同時に併設で西内中学校が開校。1954年に小県郡西内村が東内村と共に丸子町に合併し小県郡丸子町立西内小中学校と改称。1955年に併設していた西内中学校がまだ併設中学校であった小県郡丸子町立丸子中学校（現：上田市立丸子中学校）に統合されて小学校単独に戻り2006年小県郡丸子町・真田町・武石村が上田市と対等合併し新・上田市として発足した事により上田市立西内小学校と改称して今に至っているが隣の東内小学校が統合されたの対し独立を保てたのはひとえに鹿教湯温泉に代表される丸子温泉郷が学区であるのと旧・小県郡丸子町地区の市街地よりさらに奥地であることが大きな要因といえよう。
2024年3月、少子化により児童が減少したことを受け、150年の歴史に幕を閉じた。以後児童は、10キロ西にある丸子中央小学校へスクールバスで通学することとなった。

## 略年表
- 1874年 - 彜倫学校として開校。学区は小県郡高梨・平井・荻窪の3村。
- 1875年 - 高梨村が独立し、研性学校開校。
- 1876年 - この年、小県郡高梨村と平井村が合併し、西内村、同郡荻窪村が辰の口・和子2村と合併。東内村となる。彜倫学校は、西内村平井区・東内村荻窪区を学区とする。
- 1877年 - 東内村荻窪区が独立して荻窪学校を開校させたため、彜倫学校は西内村平井区のみとなる。
- 1879年 - 彜倫学校が、（初代）内村学校と改称。
- 1880年 - （初代）内村学校が、再び彜倫学校に改称。
- 1882年 - 彜倫学校、西内村平井区が平井村として独立したため、平井学校と改称。
- 1886年 - 小学校令発布により、小県郡東内・西内・平井の3村の5小学校を統合。（2代）内村学校が発足。
- 1889年 - 小県郡西内村が平井村を編入し発足。（2代）内村学校解体。村立西内尋常小学校発足。
- 1895年 - 小県郡立高等小学校の廃止による高等科分値により、村立西内尋常高等小学校と改称。
- 1941年 - 国民学校令発布により、村立西内国民学校と改称。
- 1946年 - 入山地区に冬季分室が設置される。
- 1947年 - 学制改革の第1弾6・3制の実施により、村立西内小学校と改称。同時に併設で西内中学校が開校。
- 1948年 - 学制改革の第2弾6・3・3・4制の実施により、長野県丸子農商・丸子農工学校を統合して、高等学校として発足した長野県丸子実業高等学校の西内定時制分校が併設される。
- 1954年 - 小県郡西内村が東内村と共に丸子町に合併。小県郡丸子町立西内小中学校と改称。
- 1955年 - 併設していた西内中学校が、当時丸子小学校に併設していた丸子中学校に統合され、小学校単独に戻るが、丸子実業高校の西内定時制分校が併設されていたため、完全単独化に至らず。
  - 小県郡丸子町立丸子中学校は、1957年に独立校舎を建築し移転。現在の上田市立丸子中学校である。
- 1960年 - 丸子実業高校西内定時制分校が本校に統合されて廃止。完全に小学校単独に戻る。
- 1963年 - 入山冬季分室廃止。
- 2005年 - 第24回全日本小学校バンドフェスティバル（大阪城ホール）東海代表出場、グッドサウンド賞（金賞）受賞
- 2006年 - 第25回全日本小学校バンドフェスティバル（幕張メッセ）東海代表出場、グッドサウンド賞（金賞）受賞。
- 2006年 - 小県郡丸子町・真田町・武石村と上田市が対等合併し、新・上田市が発足。上田市立西内小学校と改称。
- 2007年 - 東海小学校バンドフェスティバル（長野県・ビッグハット）長野県代表出場、金賞受賞。
- 2008年 - 2月に東京都で開催された東日本ジュニアバンドフェスティバルに参加、「アイ・ガット・リズム」を演奏する。
- 2008年 - 東海小学校バンドフェスティバル（愛知県・日本ガイシホール）長野県代表出場、金賞受賞。同年、毎日放送のドキュメンタリー番組「情熱大陸」にて、西内小学校金管バンドの活動が紹介される（取材：スローハンド）。
- 2009年 - 全日本小学校ホームページ大賞で優秀賞受賞。同年、毎日放送のドキュメンタリー番組「情熱大陸」にて、西内小学校金管バンドの活動第2弾を放送。
- 2023年10月28日 - 閉校記念式典を開催[1]。
- 2024年3月18日 - 閉校式と卒業式を開催[3]。
- 2024年3月31日 - 丸子中央小学校への統合により、閉校[4][5]。

## 補足事項
学区である上田市西内地区の南西部入山地区は冬になると雪に覆われて児童が通学するのに不便を来たしていた。そのため村立西内国民学校時代の1946年に冬季にだけ開校する「入山冬季分室」が設置された。しかし交通網の発達などで冬季においても本校への通学に不便を来たさなくなったため1963年をもって閉鎖された。
1948年～1960年の12年間当校には長野県丸子実業高等学校の西内定時制分校が併設されていた。併設されていた時代は夜まで小学校だけ明かりが灯っていたという逸話がある。